# Daniel Depoutot
Daniel Depoutot, né en 1960 à Constantine (Algérie), est un artiste plasticien contemporain français. Il vit et travaille à Strasbourg.

## Biographie
Après des études en arts plastiques à l’Université des Sciences Humaines de Strasbourg (1979-1983), Daniel Depoutot se consacre à une pratique artistique pluridisciplinaire mêlant assemblage, dessin et création mécanique.
Impliqué dans des projets collaboratifs, Daniel Depoutot a travaillé aux côtés de danseurs, musiciens et comédiens pour des performances interdisciplinaires. Il participe également à des projets de scénographie et de décoration, alliant mise en espace et dramaturgie visuelle.
En parallèle, il exerce une activité pédagogique: il a animé des stages auprès d’enfants soldats démobilisés à Kinshasa et intervient auprès de publics variés pour partager technique et approche artistique.

## Oeuvre
Daniel Depoutot explore le mouvement sous toutes ses formes, combinant des techniques allant du dessin au sens le plus large à la conception de machines primitives. Il crée notamment des horloges monumentales à moteur à poids et échappement, accompagnées de cohortes d’automates.
Sa démarche artistique, développée sur plus de quatre décennies, aboutit à une forme de Gesamtkunstwerk (œuvre d’art totale) qui transforme son atelier en une installation immersive et évolutive. Ses créations sont comparées à des univers tels que le Palais Idéal de Ferdinand Cheval mâtiné du Radeau de la Méduse, témoignant de son approche singulière et foisonnante.

## Style et influences
Artiste éclectique, Daniel Depoutot s’intéresse à une large gamme de matériaux, allant des plus simples aux plus sophistiqués. À ce titre, son travail s'inscrit dans une esthétique proche du Rust Art, valorisant les textures, rebuts et objets rouillés, patinés ou non par le temps.

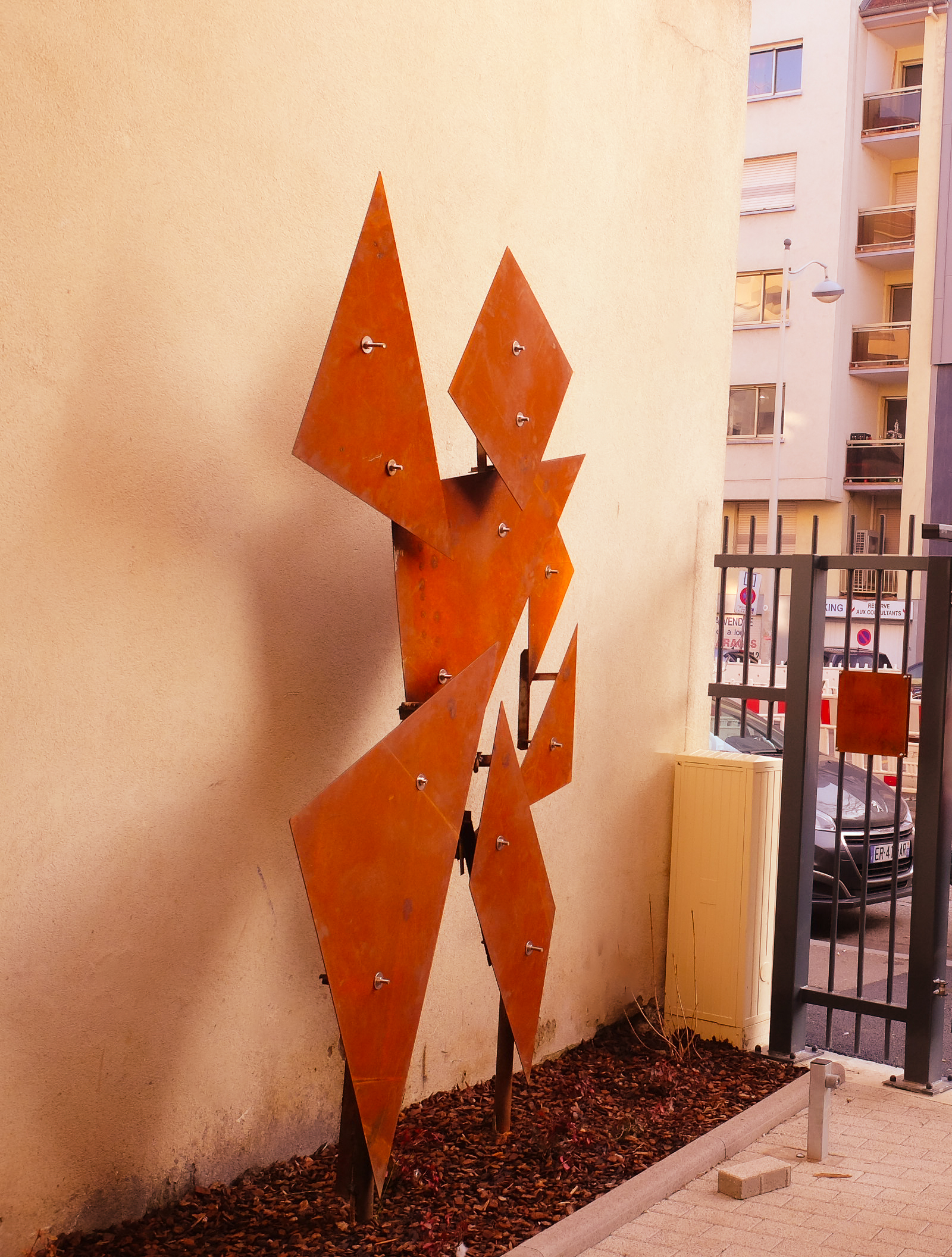

## Expositions significatives
- 1984 Faits Divers, Monte Charge/Réseau, Strasbourg
- 1986 Centre d’Art Contemporain Franche Comté, Montbéliard
- 1987 Abbaye des Prémontrés, Pont-à-Mousson
- 1988 Galerie Façade, Paris
- 1995 Œuvres en mouvement, L’Atelier, Genève
- 1996 Musée des Beaux-Arts & Electropolis, Musée de l’Énergie Électrique, Mulhouse
- 1997 Carrefour de Parallèles, Parallelen in Schnittpunkt, Badischer Kunstverein, Karlsruhe
- 1997 Galerie Confluence(s), Lyon
- 1998 Fétiches Galeria Wschodnia, Lodz
- 1998 Festival Kunstonderacht, Het Paleis, Anvers
- 1999 Klangskulpturen, Festspielgalerie, Berlin2000
- 1999 Baustelleanschlussparty, Der Deutsche Pavillon, Hanovre.
- 2001 MaschinenTheater, Städtische Museum Heilbronn & Kunstmuseum Kloster Unser Lieben Frauen, Magdebourg
- 2002  Skiagraphies, Institut Français de Thessalonique
- 2003 Mechanicky balet, Musée des Beaux-Arts, Prague
- 2006 Puppetten, Werkstatt galerie Owens, Renchen
- 2006 Come back, Kunstsammlung im Stadtmuseum, Iéna[5]
- 2007: Le Magasin des fétiches, Musée d'art moderne et contemporain de Strasbourg (MAMCS)
- 2009 Les Monstres qui parlent, Musée zoologique, Strasbourg
- 2009 Fenêtres sur mer, La Chataîgneraie, Centre Wallon d’Art contemporain, Flemale
- 2011 Automata a cappella, Galerie Mario Mazzoli, Berlin
- 2014 L’Horloge du Millénaire, maison de la Région, Strasbourg.
- 2015 Totentanz/Noirs désirs, Zeichnungen, Drucke, Skulpturen, Sayner Hutte, Bendorf, (Allemagne)
- 2016 Point de Bascule, Petit cabinet du Pont de Pierre , Strasbourg